# Klå
Klå är ett musikalbum med Øystein Sunde, bestående enbart av instrumentalmusik. Albumet utgavs som LP och kassett 1974 av skivbolaget Norsk Phonogram Philips och återutgavs 2012 av Sundes eget skivbolag, Spinner Records, som LP och CD.

## Låtlista
Sida 1
1. "Klå" ("The Claw", musik av Jerry Reed) – 1:46
2. "Classical Gas" (musikk av Mason Williams) – 2:50
3. "Seil" (musik av Øystein Sunde) – 3:35
4. "Valdresmarsjen" (musik av Johannes Hanssen) – 3:38
5. "Waiting for Rosie" (musikk av John Rostill) – 2:24

Sida 2
1. "Fish 'n' Tits" (musik av Wayne Moss) – 1:55
2. "Glade jul" ("Stille Nacht, heilige Nacht", musik av Franz Xaver Gruber) – 3:02
3. "Orange Blossom Special" (musik av Ervin Rouse) – 2:05
4. "Den fjerde mann" ("The Third Man (The Harry Lime Theme)", musik av Anton Karas) – 3:14
5. "Innavl" (musik av Øystein Sunde) – 2:08
6. "På lykke og fromme" (musik av Øystein Sunde) – 3:15

## Medverkande
Musiker
- Øystein Sunde – gitarr, steelgitarr, dobro
- Terje Venaas – kontrabas
- Erling Andersen – altsaxofon (på "Den fjerde mann")
- Henryk Lysiak – piano (på "På lykke og fromme")
- Svein Christiansen – trummor
- Anne Lise Gjøstøl, Anne-Karine Strøm – körsång (på "Glade jul")
- Frode Thingnæs – arrangement

Produktion
- Svein Erik Børja – musikproducent, foto
- Hans Petter Danielsen, Egil Eide, Inge Holst Jacobsen – ljudtekniker
- Knut Harlem – omslagsdesign
- Tomas Siqveland, Rune Johansen – remastering (2012)
- Magnus Grønli – digitalisering av omslag (2012)